# Kairos (альбом)
Kairos — двенадцатый студийный альбом бразильской метал группы Sepultura, выпущенный 24 июня 2011 года на независимом немецком лейбле Nuclear Blast Records. За первую неделю продаж в США было продано 2,500 копий, что позволило ему возглавить Loud Rock chart на три недели.
Так же Kairos занял высокие места в чартах Германии, Австрии и Швейцарии .

## Об альбоме
6 июля 2010 года группа сообщила о подписании контракта с Nuclear Blast Records, а также о намерении записать в последующем году новый альбом.
В конце того же года группа вернулась в студию и приступила к написанию нового материала вместе с продюсером Roy Z (Judas Priest, Halford, Iron Maiden, Helloween).
Сессии звукозаписи для Kairos стартовали в декабре 2010, и продлились до марта 2011 года в Trama Studios, города Сан-Пауло, где записывался предыдущий A-Lex.
1 марта 2011 года группа завершила процесс создания Kairos. Через несколько дней, было сообщено название альбома и ориентировочная дата релиза. Kairos стал последним альбомом для Джина Долабелла, покинувшего группу через пять месяцев после выпуска альбома. В поддержку Kairos Sepultura отправляется в большой тур по США, Европе, Канаде и Бразилии.
По словам гитариста группы, Андреаса Киссера, концепция альбома связана с 26-летней историей и отражает все изменения, которые претерпела команда на протяжении своей карьеры.
Песня «Mask» появилась в качестве загружаемого контента для игры Twisted Metal.

## Отзывы
| Оценки критиков  | Оценки критиков    |
| Источник         | Оценка             |
| ---------------- | ------------------ |
| About.com        | [ 1 ]              |
| AllMusic         | [ 16 ]             |
| The A.V. Club    | C−                 |
| Blistering       | (8.5/10)           |
| Jukebox:Metal    | [ 19 ]             |
| Knac             | [ 20 ]             |
| Sonic Abuse      | (highly favorable) |
| That Devil Music | (8.5/10)           |
| Metalholic       | (8.8/10)           |
| Omelete          | [ 24 ]             |
| Onemetal         | [ 25 ]             |
| Rockfreaks       | (8.5/10)           |

## Список композиций
Все песни написаны участниками Sepultura, если не указано иное.
| №   | Название                               | Авторы                                                   | Длительность |
| --- | -------------------------------------- | -------------------------------------------------------- | ------------ |
| 1.  | «Spectrum»                             |                                                          | 4:03         |
| 2.  | «Kairos»                               |                                                          | 3:37         |
| 3.  | «Relentless»                           |                                                          | 3:36         |
| 4.  | «2011»                                 |                                                          | 0:30         |
| 5.  | «Just One Fix» (кавер-версия Ministry) | Эл Йоргенсен Пол Баркер [англ.] Уильям Рифлин Майкл Бэлч | 3:33         |
| 6.  | «Dialog»                               |                                                          | 4:57         |
| 7.  | «Mask»                                 |                                                          | 4:31         |
| 8.  | «1433»                                 |                                                          | 0:31         |
| 9.  | «Seethe»                               |                                                          | 2:27         |
| 10. | «Born Strong»                          |                                                          | 4:40         |
| 11. | «Embrace the Storm»                    |                                                          | 3:32         |
| 12. | «5772»                                 |                                                          | 0:29         |
| 13. | «No One Will Stand»                    |                                                          | 3:17         |
| 14. | «Structure Violence (Azzes)»           |                                                          | 5:39         |
| 15. | «4648»                                 |                                                          | 0:27         |

| №   | Название                                 | Авторы | Длительность |
| --- | ---------------------------------------- | --- | ------------ |
| 16. | «Firestarter» (кавер-версия The Prodigy) | Ким Дил Энн Дадли Кит Флинт Тревор Хорн Лиам Хоулетт Джей Джей Джезалик [англ.] Гэри Лэнган [англ.] Пол Морли | 4:28         |
| 17. | «Point of No Return»                     | | 3:27         |

## Участники записи
- Деррик Грин — вокал
- Андреас Киссер — гитара
- Пауло Шисто Пинто младший — бас-гитара
- Джин Долабелла — ударные, перкуссия
- Les Tambours du Bronx — перкуссия на «Structure Violence (Azzes)»
- Roy Z — продюсирование, микширование
- Маор Аппелбаум — мастеринг
- Джон Маттокс — звукоинженер